# (9831) Simongreen
(9831) Simongreen es un asteroide perteneciente al cinturón de asteroides, descubierto el 22 de agosto de 1979 por Claes-Ingvar Lagerkvist desde el Observatorio de La Silla, Chile.

## Designación y nombre
Designado provisionalmente como 1979 QZ. Fue nombrado por Simon F. Green (nacido en 1959) quien ha llevado a cabo observaciones de planetas menores y objetos transneptunianos durante más de 20 años, comenzando con el uso del satélite IRAS para detectar objetos de rápido movimiento.

## Características orbitales
Simongreen está situado a una distancia media del Sol de 2,416 ua, pudiendo alejarse hasta 2,923 ua y acercarse hasta 1,909 ua. Su excentricidad es 0,210 y la inclinación orbital 2,408 grados. Emplea 1371,75 días en completar una órbita alrededor del Sol.
Pertenece a la familia de asteroides de (135) Hertha.

## Características físicas
La magnitud absoluta de Simongreen es 15,36. 